# Josefina Loste
Josefina Loste de Mur (San Juan de Plan, 1936) foi a primeira mulher espanhola a abrir uma casa de turismo rural na província espanhola de Huesca em 1963. Foi presidente da câmara municipal de San Juan de Plan na década de 1980. É membro Honorário da Academia das Artes do Folclore e da Jota de Aragão, e fundadora do Museu de Etnológia e do Corro dos Bailes de San Juan de Plan.

## Percurso
Loste foi pioneira do desenvolvimento do turismo rural no seu território. A sua propriedade, Casa Laplaza, é uma casa de pedra com mais de 200 anos, que abriu as suas portas aos primeiros visitantes em 1960. A sua actividade levou-a a viajar por toda a Espanha e países como França ou Japão para compartilhar esta experiência pioneira.
Em 1979, foi eleita vereadora na prefeitura de San Juan de Plan. Uns anos depois, candidatou-se como independente à câmara municipal nas eleições municipais de 1983 e, posteriormente, uniu-se ao Partido Socialista Operário Espanhol (PSOE). Foi eleita presidente do município por maioria e ocupou o posto até 1991.
Loste fala aragonês chistabino, língua vernácula do Vale de Gistau. Para além disto, é defensora da tradição, da cultura e do folclore do Pirenéu aragonês,que promove através de várias atividades de difusão cultural.
Na década de 1970, em parceria com Anita Zuera e os habitantes de San Juan de Plan, criou o Corro des Bailes de San Juan e posteriormente, em 1982, fundou o Museu de Etnologia do município.

## Reconhecimentos
Em 2003, foi distinguida com o Prémio Xinglar pelo seu trabalho em prol da cultura e folclore aragonês.
Anos depois, em 2017, Loste recebeu o prémio Truque do Pir, concedido pela comarca da Jacetania.
Foi reconhecida como membro Honorário da Academia das Artes do Folclore e a Jota de Aragão em 2019.
Em 2020, o conselho da Província de Huesca concedeu-lhe o Prémio Cruz del Sobrarbe, como reconhecimento pelo seu trabalho de defesa do meio rural.

## Ligações Externas
- Página site oficial de Casa Praça.